# Крюківський міст
Крю́ківський міст — міст у Кременчуці, який сполучає правобережну частину міста, Крюків, з лівобережною. Проходить вулицями Небесної Сотні з півночі та Івана Приходька з півдня. Через міст проходять дві траси національного значення: Н08 Бориспіль — Дніпро — Запоріжжя — Маріуполь та М22 Полтава — Олександрія. За добу міст перетинає до 3000 вантажних автомобілів.

## Історія

### XIX століття

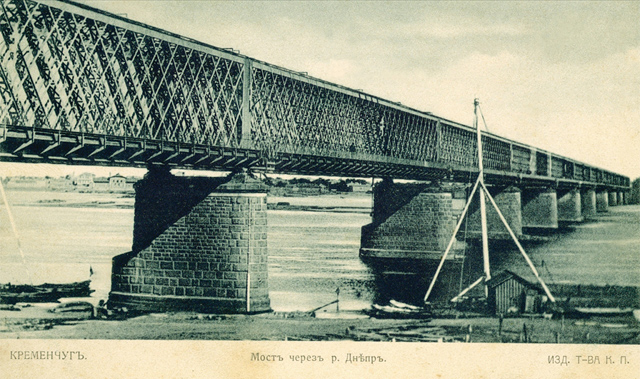
Міст через річку Дніпро

У 1870 році Південна залізниця підійшла до міста з обох боків: лінії Харків — Кременчук та Єлисаветград — Крюків, через що було побудовано перший міст у Кременчуці. Відкриття відбулося 7 квітня 1872 року.
Об'єднати ці ділянки в одну було доручено інженер-полковникові Аманду Струве. Першим його проєктом в Києві було будівництво залізничного моста через Дніпро, яке сполучило Київ з північно-східними губерніями Росії.
Кременчуцький міст металевої конструкції багаторозкісної системи складався з 22 сталевих ферм, змонтованих на двох кам'яних підвалинах і річкових биках, основою яких були кесони.
Довжина моста становила близько 962 м. Основи були опущені до скелястого ґрунту. Рейковий шлях розміщувався на сталевих поперечних балках по середині між фермами. Для проїзду екіпажів в горизонті верхньої поверхні рейок був влаштований настил на підлогу.
До обох берегових биків примикали струвідвідні дамби, що служили одночасно в'їздом на міст для екіпажів. Виходив міст на вулицю Харчову, що відразу ж перетворило її в одну з найжвавіших транспортних магістралей.
Міністерство шляхів сполучення вважало, що будівництво займе не менше трьох років, але Аманд Струве закінчив міст на рік раніше терміну, заощадивши казні майже 1 млн рублів. Після введення в експлуатацію моста через річку Дніпро і закінчення будівництва сполучної гілки Крюків — Кременчук залізничне сполучення з'єднало Харків з Одесою та Миколаєвом. Вантажам середньої смуги відкрився доступ до чорноморських портів.
1894 року відбулося об'єднання Харківсько-Миколаївської залізниці в одну Курсько-Харківсько-Азовська, Лозово-Севастопольська та Джанкойсько-Феодосійська залізниці, які згодом отримали назву Курсько-Харківсько-Севастопольською залізницею.

### XX століття

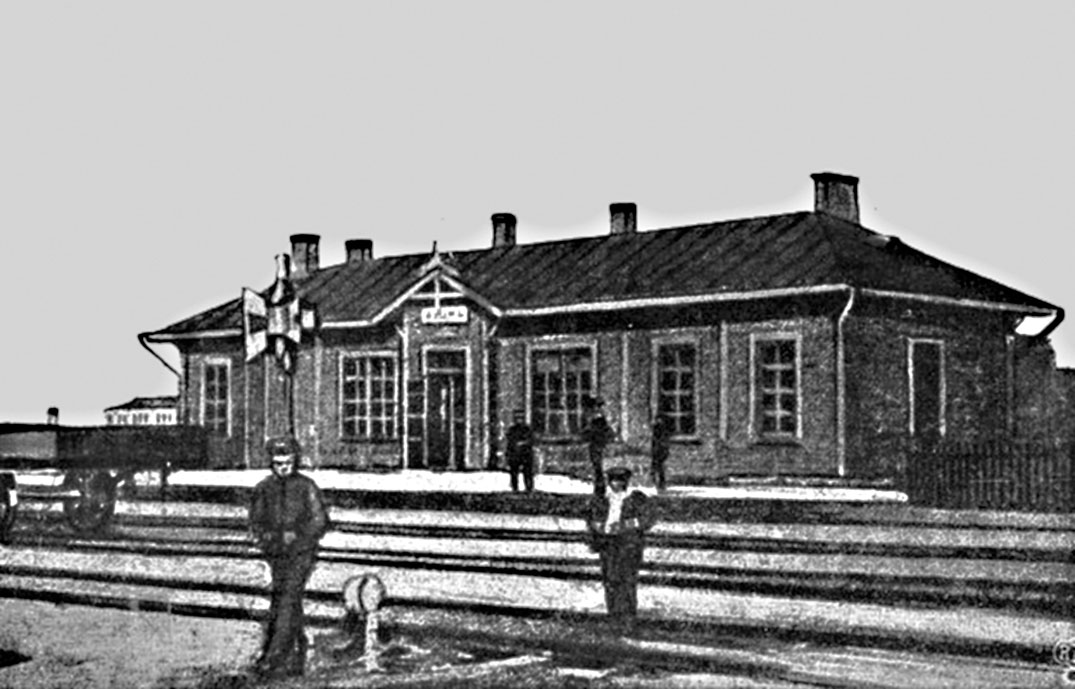
Крюківський залізничний міст (1900-ті)

9 липня 1941 року в результаті прицільного бомбардування німецький літак зруйнував 88-метрову ферму залізничного моста через Дніпро у Кременчуці.
У 1942 році, нижче за течією, був споруджений дерев'яний автомобільний міст, якому було присвоєно ім'я генерал-фельдмаршала фон Рундштедта. у 1943 році міст згорів при відступі німецьких військ. У 1944 році радянськими військами був споруджений тимчасовий міст.
1945 року «Трансмістпроєкт» почав роботу над створенням проєкту відновлення підірваного відступаючими німцями мосту. За новим проєктом міст відновлювався на дореволюційних биках і тому став двоярусним. У порівнянні зі старим мостом збільшена його довжина за рахунок збільшення спусків.

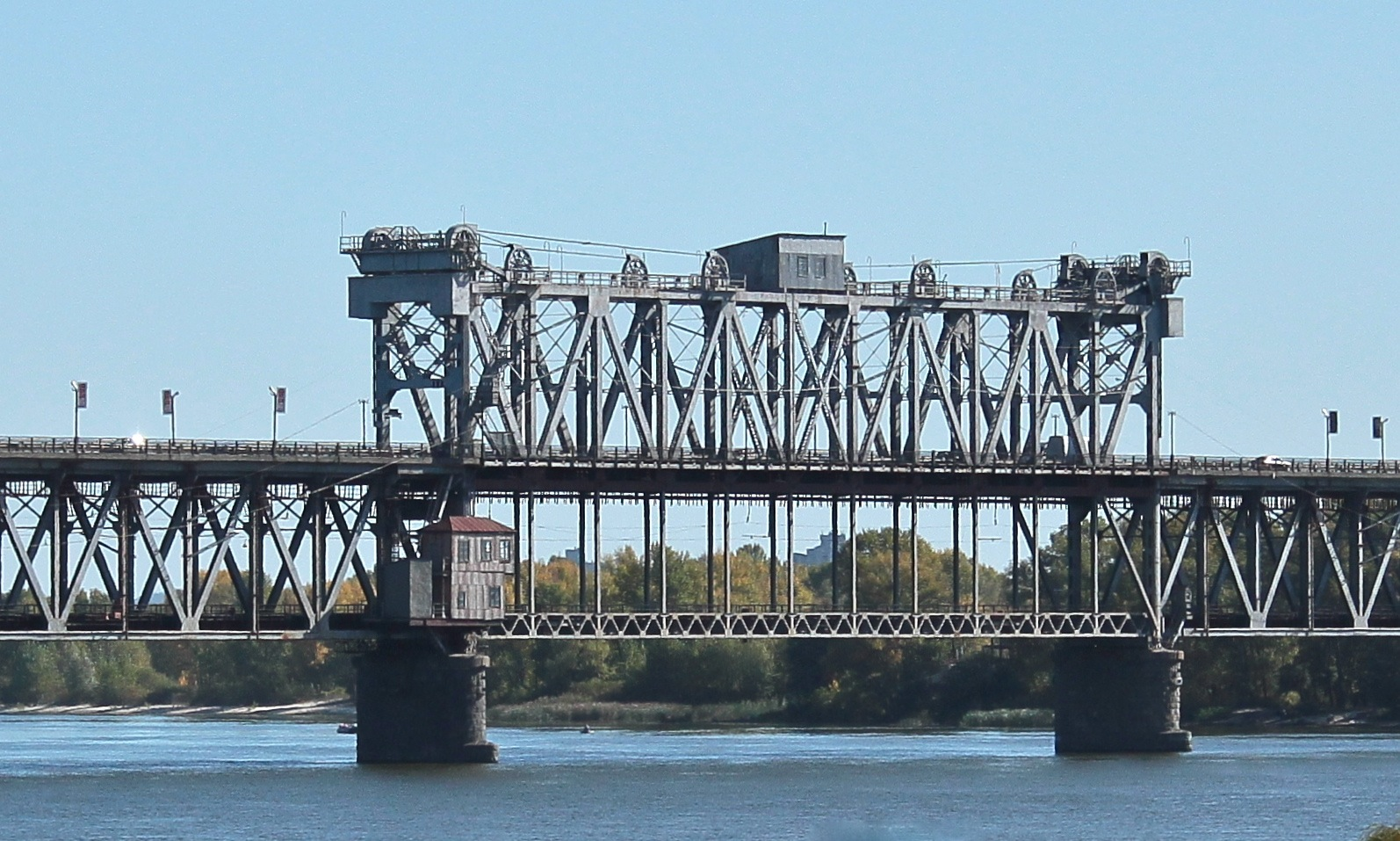
Рухомий проліт мосту (1949)

Відновлювальні роботи тривали з 1947 по 1949 роки містобудзагоном № 1 Міністерства шляхів сполучення. Їм допомагали трудові колективи промислових підприємств. На будівництві працювали близько 3 тис. працівників.
Спочатку розчистили русло Дніпра, розібрали металеві споруди старого моста, який був частково зруйнований у роки війни, з них 8 прогонів залишилися цілими і лише 3 підірвані. Проте керівництво вирішило побудувати новий двоярусний мостовий перехід. Старий міст розрізали на металобрухт, а підводні споруди залишили ті ж, хоча вони і побудовані ще 1872 року, але й понині експерти визнали їх дуже міцними і здатними витримати велике навантаження.
21 грудня 1949 року, з нагоди дня народження Йосипа Сталіна, введено в експлуатацію відновлений залізнично-автомобільний міст через річку Дніпро, який сполучив центральну частину міста Кременчук та Крюків.
У 1988 року відбувся капітальний ремонт мосту.

### XXI століття
У 2007 році міст було відремонтовано, але вже через декілька місяців виявилися деякі дефекти асфальтового покриття.
Наприкінці 2010 року влада міста просила виділити гроші на реконструкцію мосту, але цього не було зроблено.
5 грудня 2018 року, вперше за 40 років, через Крюківський міст здійснив тестовий проїзд тролейбус Богдан Т70117 (№ 012). Головною метою тестування було перевірити, як вписується тролейбус в габарити проїжджої смуги на мосту, де і як краще здійснити розворот на правому березі тощо. Тестовий заїзд пройшов вдало. Для цього було передбачено придбати 10 нових тролейбусів, обладнаних для тривалого пробігу на автономному ході.
Нині міст перебуває у досить поганому технічному стані й потребує масштабної реконструкції.

## Архівні документи
Російський державний історичний архів
- Фонд 350, оп. 60, спр. 64 «Железнодорожный мост через реку Днепр и города Кременчуга. Общий вид моста; план части реки Днепра и правого берега; планы, фасады, разрезы устоев и быков. Калька. (1871)»[13]
- Фонд 218, оп. 2, спр. 500 «Дело об устройстве и расходах на содержание переправы через реку Днепр в городе Кременчуге Полтавской губернии. (4 июня 1847 — 30 июня 1849)»[14]